# Kada
Kada je prostrana posuda za kupanje, ugrađena u kupaonici. Proizvodi se od raznih materijala, od kojih je najčešći emajl. Vjeruje se da su prve kade proizvedene i korištene u 2. tisućljeću pr. Kr. u Knososu.
Kada može imati noge ili biti bez njih, tj. biti ugrađena u kupaonici. Na rub kade mogu se pričvrstiti dijelovi u obliku polica na koje se stavljaju: šamponi, sapuni ili drugi potrebni artikli koji se nalaze u kupaonici, a služe za održavanje higijene. Posebna vrsta kade za opuštanje i/ili liječenje je jacuzzi.
Najraniji dokumentirani vodovodni sustavi za kupanje potječu iz otprilike 3300. godine prije Krista, kada su bakrene vodovodne cijevi otkrivene ispod palače u drevnoj Europi. Dokazi o najranijoj preživjeloj kadi za osobnu upotrebu pronađeni su na otoku Kreti, gdje je pronađena kada na postolju duga 1,5 m izrađena od stvrdnute keramike.
Kada s nogama, koja je dosegla vrhunac popularnosti krajem 19. stoljeća, nastala je sredinom 18. stoljeća, kada je dizajn kade i nogu nastao u Nizozemskoj, vjerojatno umjetnički inspiriran kineskim motivom zmaja koji drži dragi kamen. Dizajn se proširio u Englesku, gdje je stekao veliku popularnost među plemstvom, baš kao što je kupanje postajalo sve modernije. Prve kade u Engleskoj obično su bile izrađene od lijevanog željeza, ili čak od kositra i bakra s nanesenom bojom koja se s vremenom ljuštila.
Škotski izumitelj David Buick izumio je postupak za lijepljenje porculanskog emajla za lijevano željezo 1880-ih dok je radio za tvrtku „Alexander Manufacturing Company” u Detroitu. Tvrtka, kao i druge, uključujući „Kohler Company” i „J.L. Mott Iron Works”, počele su uspješno prodavati porculanske emajlirane kade od lijevanog željeza, proces koji je uglavnom ostao isti i danas. Rana Kohlerova kada reklamiran je kao "kućna kada/kada za šurenje svinja". Upotreba objekta kao kade za svinje smatrala se važnijom marketinškom točkom od sposobnosti da funkcionira kao kada.

## Galerija
- Limena kada iz 19. stoljeća.
- Drvena kada za kupanje.
- Jacuzzi
- Drvena hidromasažna kada na prikolici u Finskoj.